# Hasenklein kann nichts dafür (1932)
Hasenklein kann nichts dafür ist eine deutsche Filmsatire aus dem Jahre 1932 von Max Neufeld mit Lien Deyers, Jakob Tiedtke und Ilka Grüning in ihrer zweiten und letzten deutschen Tonfilmrolle. Der Geschichte liegt das gleichnamige Bühnenstück von Hans Mahner-Mons zugrunde.

## Handlung
Der bullige Schneidermeister Titus Hasenklein aus Krebsbüttel in der tiefsten deutschen Provinz besucht seine Tochter Trude, die in der Landeshauptstadt Waldenthal als Sekretärin in einer Automobilfabrik arbeitet. Als er eines Abends ausgehen will und deswegen in ein Bierlokal einkehrt, gerät der Provinzler versehentlich in eine Parteiveranstaltung. Er bestellt eine Maß, und prompt landet eine Fliege in dem alkoholischen Getränk Hasenkleins. Darüber ist der alte Titus derart erbost, dass er zu einem Kraftausdruck greift und diesen wie einen Fluch ausstößt. Die Parteimitglieder glauben, es handele sich dabei um einen zustimmenden, handfesten Kommentar einer der ihren und tragen ihn infolgedessen wie einen Triumphator durch das Lokal. Eine politische Karriere ist geboren, und die wird gleich auf Teufel komm raus promotet: Harry Greif, der Werbechef der Autofabrik, für die Trude arbeitet, ist zugleich Sekretär jener Kneipenpartei. Er sieht in Titus ein großes Talent und will langfristig den Schneider als einen Mann des Volkes groß herausbringen. So steigt Hasenklein, der, wie der Filmtitel verrät, nichts dafür kann, dass ihm so geschieht, zunächst zum Landtagsabgeordneten, dann zum Landtagspräsidenten auf. 
Dass Harry Greif ihm nur deswegen diese Unterstützung gewährt, weil er damit seinem Freund, dem Rennfahrer Alex von Schendell, der wiederum Hasenkleins Tochter Trude liebt, eine Gefälligkeit erweisen will, ahnt der Simpel aus Krebsbüttel natürlich nicht. Die Hasenkleins haben wegen des Standesunterschieds zwischen ihrer Trude und dem adeligen Rennfahrer Einwände gegen diese Verbindung. Ein Landtagspräsident Hasenklein macht jedoch schlagartig Trude zu einer gesellschaftlich akzeptableren Partie. Greif ist fortan stets die helfende Hand Hasenkleins. Er schreibt dessen Reden und bewahrt ihn vor so mancher politischen Falle und dem einen oder anderen Fettnäpfchen. Erst als Frau Hasenklein einen Anflug von Größenwahn erleidet und plötzlich anstrebt, dass ihre Tochter mit einem Diplomaten verehelicht werden soll, reicht es Greif. In seiner Macht liegt es, mit einer falschen Rede Hasenklein öffentlich zu düpieren und unmöglich zu machen, sodass dieser sein hohes politisches Amt verliert und wie ein geschlagener Hund nach Krebsbüttel in seine Schneiderwerkstatt heimkehrt. In dieser Welt ist er auch viel glücklicher. Trude muss nun nicht mehr den ungeliebten Diplomaten heiraten, sondern darf trotz allem mit Alex die Ringe tauschen und Frau von Schendell werden.

## Produktionsnotizen
Hasenklein kann nichts dafür entstand ab dem 8. Februar 1932 in den Jofa-Ateliers von Berlin-Johannisthal und wurde in Berlin erstmals am 9. Mai 1932 gezeigt. Zuvor hatte es jedoch Premieren in Wiesbaden und Frankfurt gegeben.
Kurt Heinz übernahm die Produktionsleitung. Karl M. May übernahm die musikalische Bearbeitung seiner eigenen Kompositionen. Es spielte Dajos Béla mit seinem Orchester. Heinrich C. Richter schuf die Filmbauten. 
1956 wurde derselbe Stoff unter dem Titel Vater macht Karriere erneut verfilmt. 1963 entstand eine Fernsehfassung des Stoffs mit Willy Reichert als Hasenklein.

## Musiktitel
Folgende im Beboton-Verlag Berlin vertriebenen Musiktitel wurden gespielt:
- Die alte Spieluhr
- Frauen von heut’
- Zum ersten Mal verliebt

Die Liedtexte schrieb Rudolf Bernauer. Interpret beider Titel war Willy Fritsch.

## Kritiken
Die Österreichische Film-Zeitung schrieb: „Ein Komödienstoff, die Verulkung des Parlamentarismus, ist in dem Filmschwank “Hasenklein kann nichts dafür”, verwendet. Das Bemerkenswerte an diesem Film ist das neue Thema, der Vorstoß in ein Gebiet, das als gefährlich gilt. (…) Jakob Tiedtke … versteht es, die im Grunde genommen einfältige Figur sympathisch für das Publikum zu machen.“
Paimann’s Filmlisten befand, es handele sich bei dem Film um eine „satyrische Komödie mit aktuellen Anspielungen“ und resümierte: „Recht flott inszeniert, fließender, witziger Dialog.“